# Acarospora interspersa
Acarospora interspersa är en lavart som beskrevs av Hugo Magnusson. Acarospora interspersa ingår i släktet Acarospora och familjen Acarosporaceae.   Inga underarter finns listade i Catalogue of Life.